# Macuxitermes
Macuxitermes  (лат.) — род термитов из подсемейства Syntermitinae.

## Распространение
Неотропика: Бразилия, Колумбия.

## Описание
Мелкие термиты, длина солдат менее 1 см. Солдаты диморфичные. Боковые края пронотума, мезонотума и метанотума зубчатые (у близких родов эти края гладкие). Головная капсула округлая, с 2 антеролатеральными выступами (у сходного рода Armitermes голова без выступов).
Голова солдат отличается длинным носом-трубочкой (фонтанеллой), который служит для распыления химического веществ, отпугивающих врагов (муравьи и другие хищники). Жвалы солдат развиты, функционирующие. Лабрум шире своей длины. Жвалы имаго сходны с мандибулами рабочих: апикальный зубец левой челюсти короче заднего края слитых 1—2-го маргинальных зубцов. Формула шпор голеней рабочих и солдат: 2-2-2. Усики рабочих и солдат — 14—15-члениковые.

## Систематика
Род был впервые выделен в 1992 году по типовому виду, описанному из Бразилии.
1. Macuxitermes triceratops Cancello & Bandeira, 1992 (Бразилия)[5]
2. Macuxitermes colombicus Postle & Scheffrahn, 2016 (Колумбия)[3]